# Eduardo Plaza
Eduardo Plaza (La Serena, 1982) es un escritor chileno.

## Carrera
Plaza nació en La Serena, provincia de Coquimbo. Estudió periodismo en la Universidad de La Serena y se mudó a la capital Santiago. Su primera colección de relatos, titulada Hienas, fue publicada en el 2016. El año siguiente fue incluido en la lista Bogotá39, una selección de los escritores jóvenes más destacados de Latinoamérica. En el año 2021, publica su segundo libro llamado La pajarera mediante la editorial La Pollera Ediciones, el cual recibió el Premio Municipal de Santiago en la categoría Referencial.